# 18 de março
18 de março é o 77.º dia do ano no calendário gregoriano (78.º em anos bissextos). Faltam 288 dias para acabar o ano.

## Eventos históricos

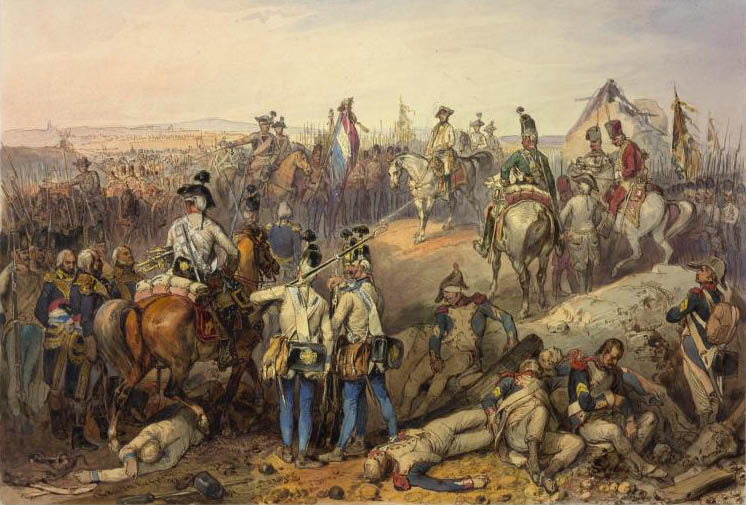
1793: Batalha de Neerwinden

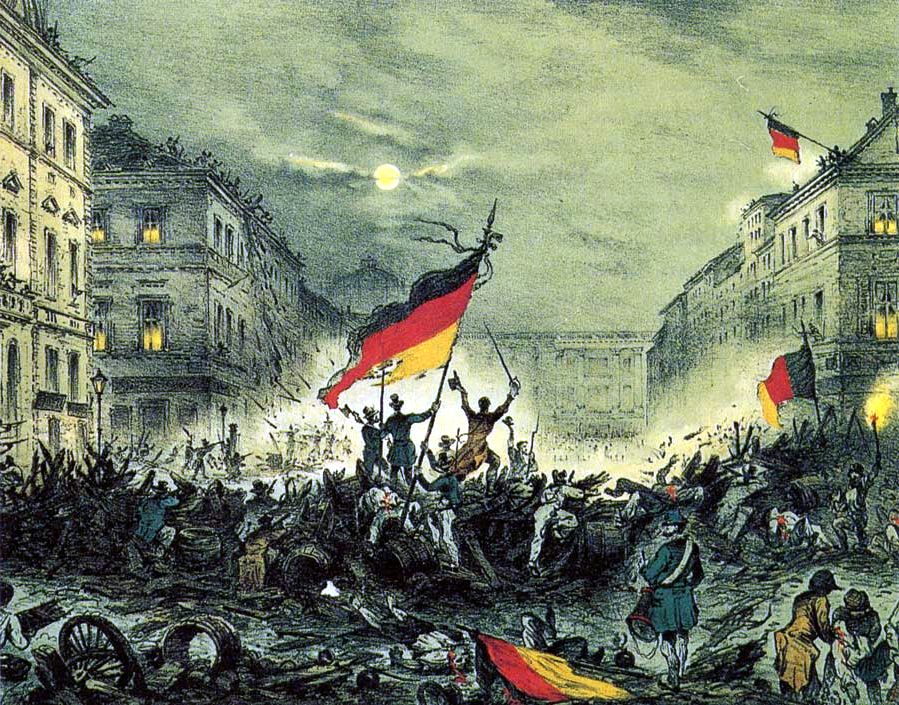
1848: Revolucionários comemoram após as batalhas de rua de 18 de março de 1848 em Berlim

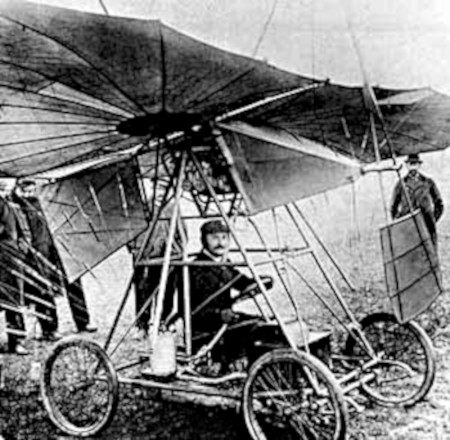
1906: A aeronave de Traian Vuia

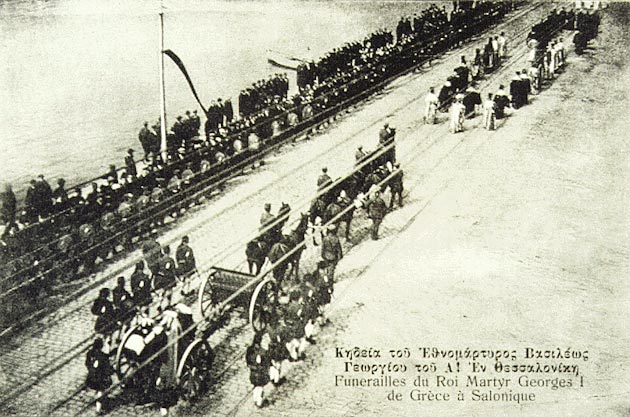
1913: Funerais do rei Jorge I da Grécia em Salonica

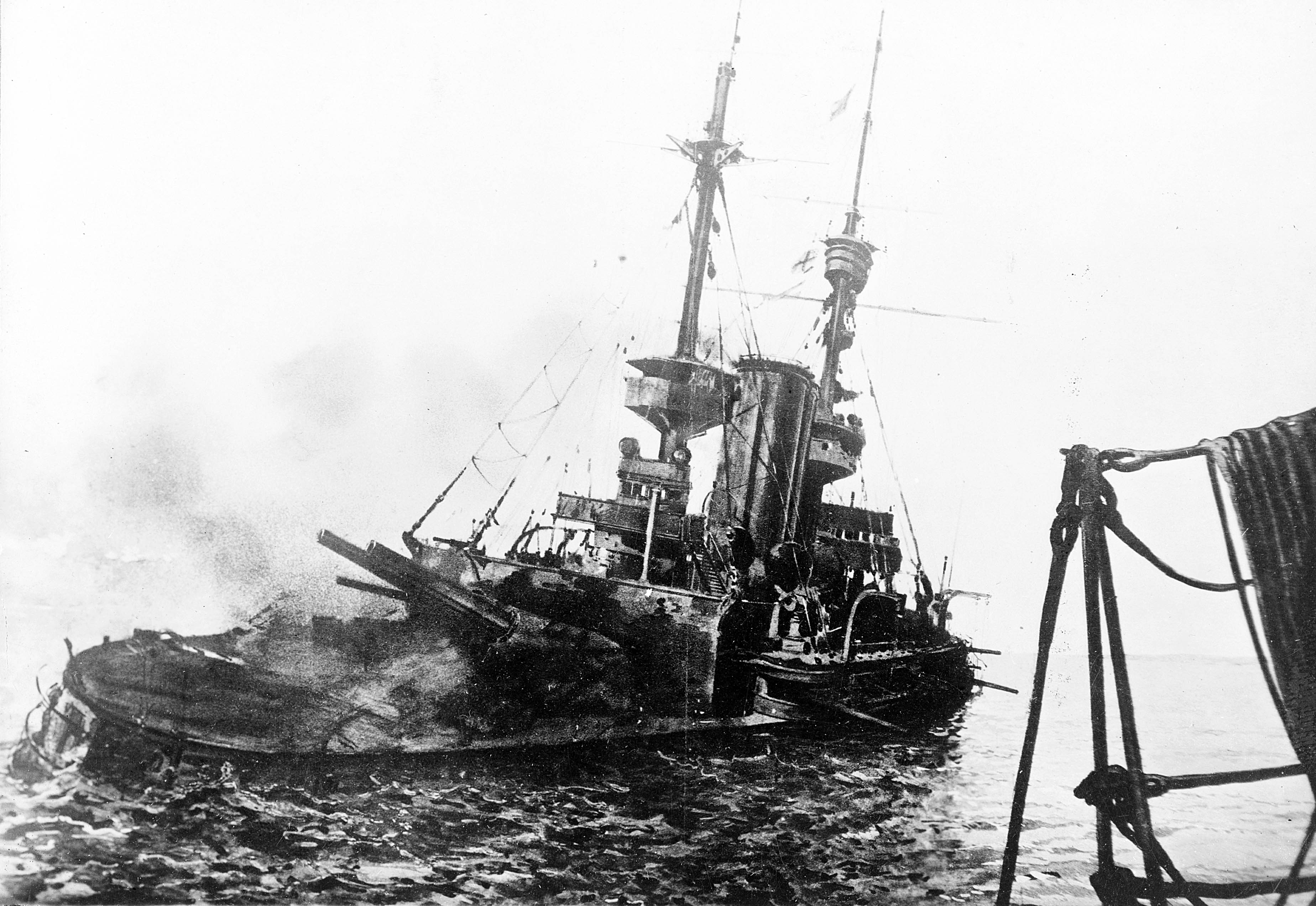
1915: Campanha de Galípoli. abandonado e afundando

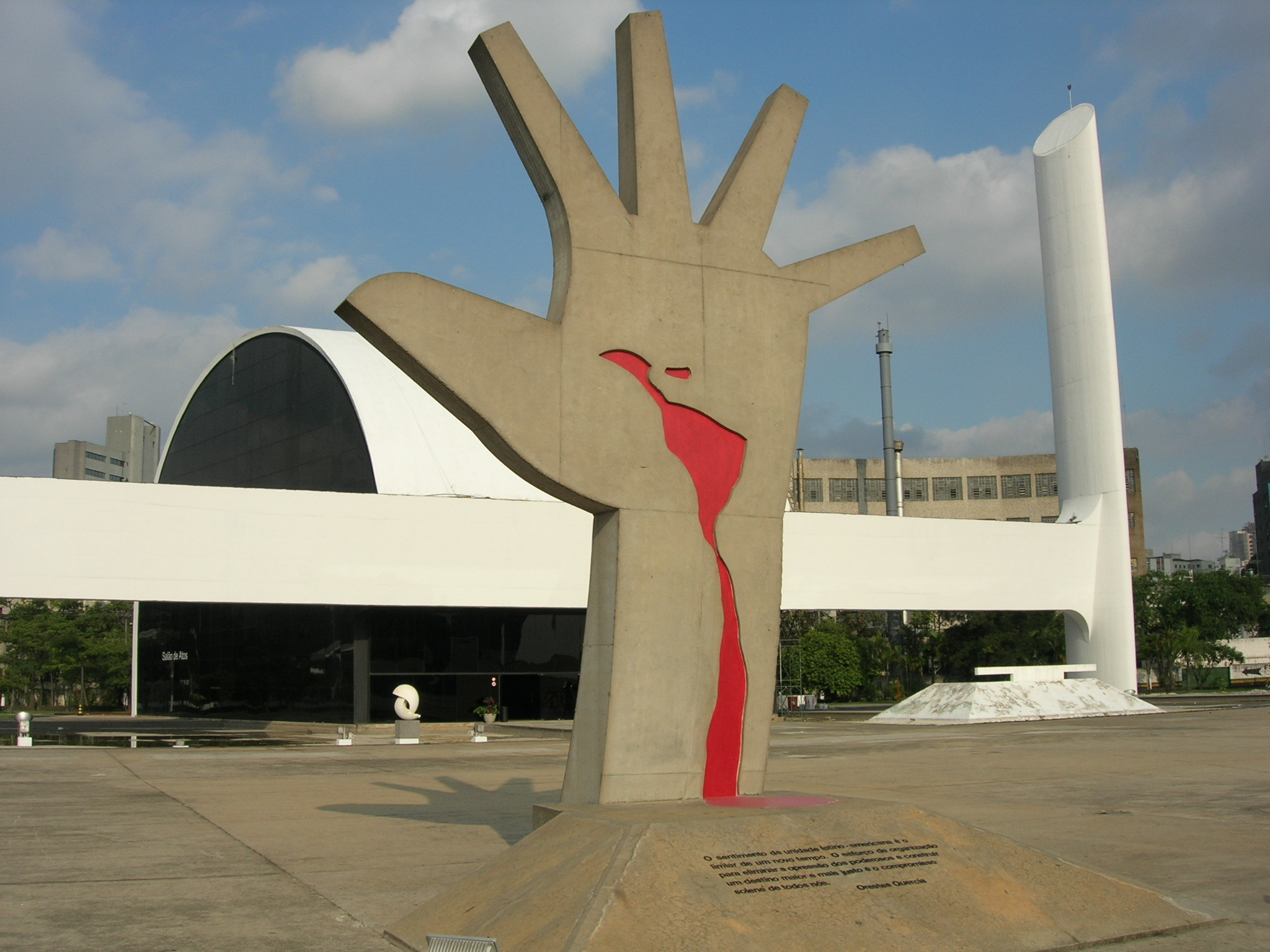
1989: Memorial da América Latina

- 0037 — O senado romano anula o testamento de Tibério e proclama Calígula imperador.
- 0633 — Guerras Ridda: a península Arábica é unificada sob a autoridade central do califa Abacar.
- 1068 — Um terremoto no Levante e na Península Arábica deixa até 20 000 mortos, em torno de Tabuk, enquanto o segundo foi mais prejudicial na cidade de Ramla, na Palestina, cerca de 500 km a noroeste.[1]
- 1229 — O imperador romano-germânico Frederico II declara-se Rei de Jerusalém durante a Sexta Cruzada.
- 1241 — Cracóvia é destruída pelos mongóis.
- 1314 — Jacques de Molay, o 23.º e último grão-mestre dos Cavaleiros Templários, e alguns dos seus companheiros d´armas morrem queimados na fogueira.
- 1438 — Alberto II de Habsburgo torna-se Rei dos Romanos, um dos títulos utilizados pelos imperadores do Sacro Império Romano-Germânico
- 1571 — Valletta torna-se a capital de Malta.[2]
- 1766 — O Parlamento do Reino Unido revoga a Lei do selo, que era aplicada nas províncias ulttamarinas da costa leste da América do Norte.
- 1793
  - Guerras revolucionárias francesas: os austríacos vencem a Batalha de Neerwinden e expulsam temporariamente os franceses dos Países Baixos.
  - A primeira república moderna da Alemanha, a República de Mainz, é fundada.
- 1845 — Assinado o Tratado de Lalla Maghnia pelo Sultanato de Marrocos e o Reino da França, definindo a fronteira entre Marrocos e a Argélia Francesa.
- 1848 — Revoluções de 1848 nos Estados alemães: em Berlim há uma luta entre civis e militares, que custa a vida de cerca de 300 pessoas.
- 1865 — Guerra do Paraguai: o Paraguai declara guerra à Argentina.
- 1871 — O presidente da França, Adolphe Thiers, fracassa na tentativa de desarmar a Guarda Nacional em Paris. A população se rebela, expulsa o contingente que tentava o desarmamento tendo assim se iniciado a Comuna de Paris.
- 1874 — O Reino do Havaí assina um tratado com os Estados Unidos concedendo direitos comerciais exclusivos.[3]
- 1890 — Otto von Bismarck demite-se do cargo de Chanceler da Alemanha em virtude de crescentes divergências com o novo cáiser, Guilherme II.
- 1899 — Febe, um satélite de Saturno, é o primeiro a ser descoberto com fotografias, tiradas em agosto de 1898, por William Henry Pickering.
- 1906 — Traian Vuia voa uma aeronave mais pesada que o ar por 11 metros a uma altitude de um metro.
- 1913 — O rei Jorge I da Grécia é assassinado na cidade recentemente libertada de Salonica.
- 1915 — Primeira Guerra Mundial: intenso ataque naval na Campanha de Galípoli. Três couraçados são afundados pelas tropas otomanas que defendiam sua pátria durante a fracassada invasão naval britânica e francesa no estreito de Dardanelos.
- 1921
  - A segunda Paz de Riga é assinada entre a Polônia e a União Soviética.
  - A revolta de Kronstadt é reprimida pelo Exército Vermelho.
- 1922 — Na Índia, Mahatma Gandhi é sentenciado a seis anos de prisão por desobediência civil. Ficaria preso apenas por dois anos.
- 1925 — Nos Estados Unidos um tornado que ficaria conhecido como Tornado dos Três Estados atinge três estados daquele país (nomeadamente Missúri, Ilinóis e Indiana), matando 695 pessoas.
- 1937
  - Guerra Civil Espanhola: forças republicanas espanholas derrotam as forças italianas na Batalha de Guadalajara.
  - Uma aeronave de propulsão humana, Pedaliante, voa um quilômetro nos arredores de Milão, Itália.
- 1938 — México cria a Pemex expropriando todas as reservas e instalações de petróleo de propriedade estrangeira.
- 1940 — Segunda Guerra Mundial: Adolf Hitler e Benito Mussolini se reúnem em Passo do Brennero nos Alpes e concordam em formar uma aliança contra a França e o Reino Unido.
- 1944 — A erupção do Monte Vesúvio, na Itália mata 26 pessoas e faz com que milhares de pessoas deixem suas casas. A catástrofe natural ocorreu num momento em que o país estava envolvido na Segunda Guerra Mundial. Os civis sobreviventes tiveram que lidar com a guerra em curso enquanto os militares perderam dezenas de aviões bombardeiros na catástrofe.
- 1946 — As relações diplomáticas entre a Suíça e a União Soviética são estabelecidas.
- 1948 — Os consultores soviéticos deixam a Iugoslávia no primeiro sinal da Ruptura Tito-Stalin.
- 1953 — Um terremoto atinge o oeste da Turquia, teve uma magnitude de onda de superfície de 7,5 e uma intensidade máxima sentida de IX na escala de intensidade de Mercall matando pelo menos 1 070 pessoas.[4]
- 1962 — Os Acordos de Évian encerram com a Guerra de Independência da Argélia, que havia começado em 1954.
- 1965 — O cosmonauta soviético Aleksei Leonov, deixa a nave espacial Voskhod 2 por 12 minutos e torna-se a primeira pessoa a caminhar no espaço.
- 1968 — Padrão-ouro: o Congresso dos Estados Unidos revoga a exigência de uma reserva de ouro para respaldar a moeda dos Estados Unidos.
- 1969 — Os Estados Unidos começam secretamente a bombardear pontos estratégicos no leste do Camboja, utilizada por forças comunistas para se infiltrar no Vietnã do Sul.
- 1970 — Lon Nol expulsa o príncipe Norodom Sihanouk do Camboja.
- 1974 — Crise do petróleo: a maioria dos países membros da OPEP encerra o embargo de petróleo de cinco meses contra os Estados Unidos, Europa e Japão.
- 1980 — No Cosmódromo de Plesetsk, na Rússia, 50 pessoas morrem na explosão de um foguete Vostok-2M em sua plataforma de lançamento durante uma operação de abastecimento.
- 1981 — Entra em vigor o Tratado de Montevidéu, que institucionaliza a Associação Latino-Americana de Integração (ALADI).
- 1989 — Em São Paulo é inaugurado o Memorial da América Latina, um projeto arquitetônico de Oscar Niemeyer com o conceito e o projeto cultural desenvolvido pelo antropólogo Darcy Ribeiro.
- 1990 — No maior roubo de arte da história dos Estados Unidos, 13 pinturas, avaliadas coletivamente em cerca de US$ 500 milhões, são roubadas do Museu Isabella Stewart Gardner em Boston.[5]
- 1994 — Bosníacos da Bósnia e croatas assinam o acordo de Washington, encerrando com a guerra entre a República Croata da Herzeg-Bósnia e a República da Bósnia e Herzegovina, e estabelecem a Federação da Bósnia e Herzegovina.
- 2005 — O tubo que conduzia alimentos para Terri Schiavo é removido por solicitação de seu marido, provocando um debate mundial com relação à eutanásia.
- 2011 — A sonda MESSENGER chegou à órbita de Mercúrio.
- 2014 — Os parlamentos da Rússia e da Crimeia assinam um tratado de adesão.
- 2015 — O Museu Nacional do Bardo na Tunísia é atacado por homens armados. 23 pessoas, quase todas turistas, são mortas, e pelo menos 50 outras pessoas ficam feridas.
- 2019 — Atirador mata três pessoas e fere outras cinco em Utreque, Países Baixos.
- 2020 — Paleontólogos anunciam a descoberta de Asteriornis maastrichtensis, a espécie definitiva mais antiga de ave moderna, que viveu no final da era Mesozoica.

## Nascimentos

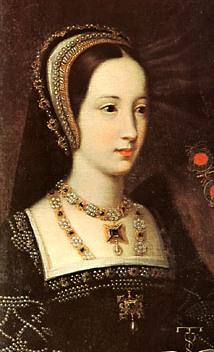
Maria Tudor

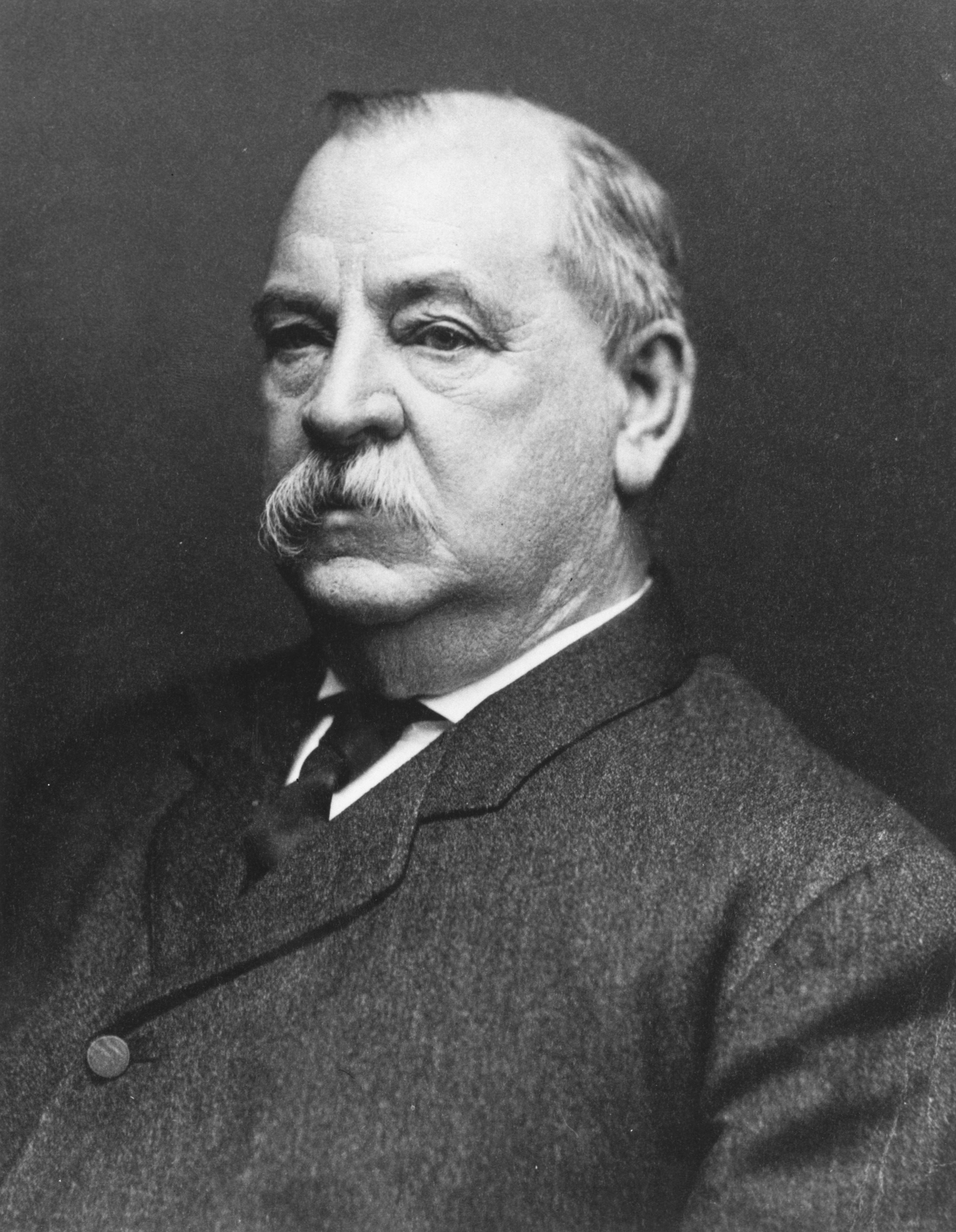
Grover Cleveland

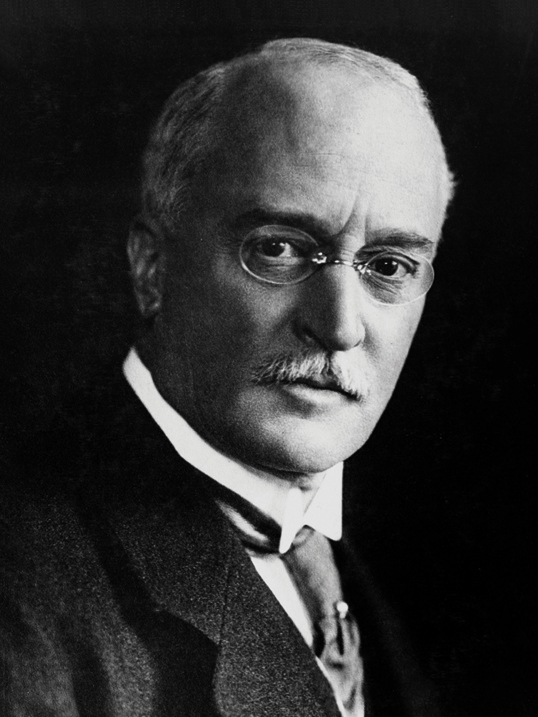
Rudolf Diesel

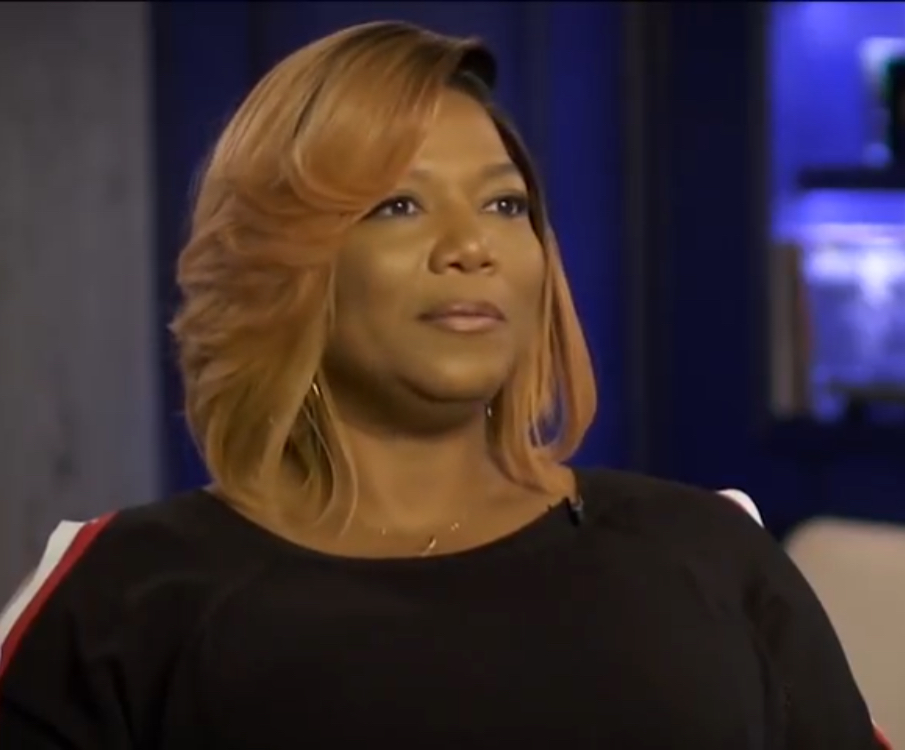
Queen Latifah

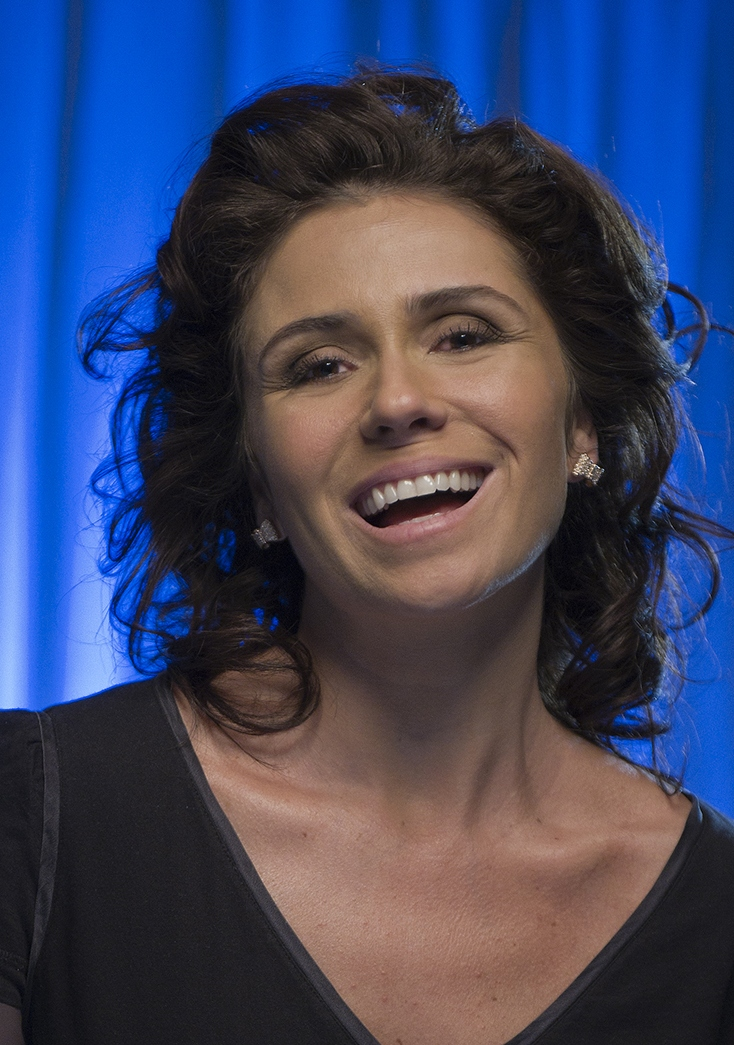
Giovanna Antonelli

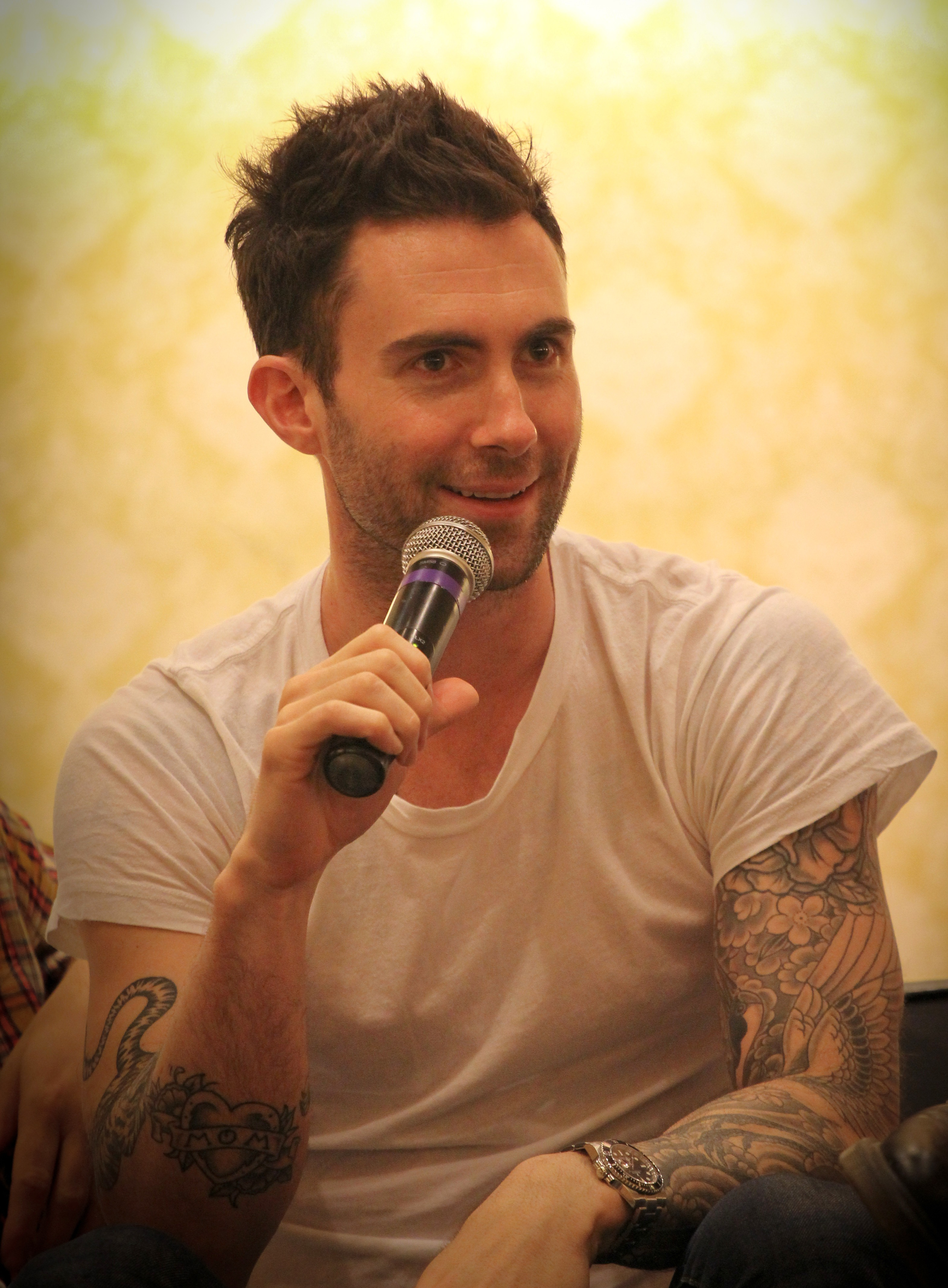
Adam Levine

### Anteriores ao século XIX
- 1075 — Al-Zamakhshari, estudioso persa e teólogo (m. 1144).
- 1496 — Maria Tudor, Rainha de França (m. 1533).
- 1555 — Francisco, Duque de Anjou (m. 1584).
- 1578 — Adam Elsheimer, pintor alemão (m. 1610).
- 1590 — Manuel de Faria e Sousa, historiador e poeta português (m. 1649).
- 1598 — Ana Sofia de Brandemburgo, nobre alemã (m. 1659).
- 1609 — Frederico III da Dinamarca (m. 1670).
- 1634 — Madame de La Fayette, escritora francesa (m. 1693).
- 1640 — Philippe de La Hire, matemático e astrônomo francês (m. 1719).
- 1690 — Christian Goldbach, matemático e acadêmico prussiano-alemão (m. 1764).
- 1701 — Nicolaus Sahlgren, empresário e filantropo sueco (m. 1776).
- 1709 — Johannes Gessner, médico e naturalista suíço (m. 1790).
- 1733 — Christoph Friedrich Nicolai, escritor e livreiro alemão (m. 1811).
- 1763 — Friedrich Gottlob Hayne, botânico e farmacêutico alemão (m. 1832).
- 1780 — Miloš I da Sérvia (m. 1860).
- 1782 — John C. Calhoun, advogado e político americano (m. 1850).
- 1790 — Marquês de Custine, escritor francês (m. 1857).
- 1792 — António José de Sousa Manuel de Meneses, militar e estadista português (m. 1860).
- 1796 — Jakob Steiner, matemático suíço (m. 1863).
- 1800
  - Francis Lieber, jurista e filósofo teuto-americano (m. 1872).
  - Henrietta Constance Smithson, atriz irlandesa (m. 1854).
  - Claude Gay, botânico e naturalista francês (m. 1873).

### Século XIX
- 1813 — Friedrich Hebbel, poeta e dramaturgo alemão (m. 1864).
- 1827 — Rocha Fagundes, político brasileiro (m. 1901).
- 1828 — William Randal Cremer, ativista e político britânico, ganhador do Prêmio Nobel (m. 1908).
- 1830 — Numa Denis Fustel de Coulanges, historiador francês (m. 1889).
- 1837 — Grover Cleveland, advogado e político americano (m. 1908).
- 1838 — José Maria Lisboa, jornalista brasileiro (m. 1918).
- 1839 — Filomena Gabriela Correia Brandão Henriques de Noronha, nobre portuguesa (m. 1925).
- 1840 — Ambroise-Dydime Lépine, líder militar canadense (m. 1923).
- 1842 — Stéphane Mallarmé, poeta e crítico francês (m. 1898).
- 1844 — Nikolai Rimsky-Korsakov, compositor e acadêmico russo (m. 1908).
- 1848
  - Nathanael Greene Herreshoff, arquiteto e engenheiro americano (m. 1938).
  - Luísa, Duquesa de Argyll, nobre britânica (m. 1939).
- 1850
  - Louis-Félix Henneguy, zoólogo francês (m. 1928).
  - Alfred Percival Maudslay, diplomata, explorador e arqueólogo britânico (m. 1931).
- 1851 — Adalbert Ricken, micologista alemão (m. 1921).
- 1858 — Rudolf Diesel, engenheiro alemão (m. 1913).
- 1863
  - William Sulzer, advogado e político americano (m. 1941).
  - Edgar Syers, patinador artístico britânico (m. 1946).
- 1864 — Apolinário João Pereira, político brasileiro (m. 1900).
- 1869 — Neville Chamberlain, empresário e político britânico (m. 1940).
- 1871 — Reginald Aldworth Daly, geólogo canadense (m. 1957).
- 1874 — Nikolai Berdiaev, filósofo e teólogo russo-francês (m. 1948).
- 1877 — Edgar Cayce, místico e psíquico estado-unidense (m. 1945).
- 1882
  - Gian Francesco Malipiero, compositor e educador italiano (m. 1973).
  - Horácio de Matos, político brasileiro (m. 1931).
- 1886
  - Edward Everett Horton, ator, cantor e dançarino americano (m. 1970).
  - Kurt Koffka, psicólogo alemão (m. 1941).
  - José Gabriel Pinto Coelho, advogado e professor catedrático português (m. 1978).
  - Lothar von Arnauld de la Perière, militar alemão (m. 1941).
- 1891 — Walter A. Shewhart, físico, engenheiro e estatístico estado-unidense (m. 1967).
- 1892 — Robert P. T. Coffin, escritor e poeta estado-unidense (m. 1955).
- 1893
  - Costante Girardengo, ciclista italiano (m. 1978).
  - Wilfred Owen, militar e poeta britânico (m. 1918).
- 1900 — Roberto Grau, enxadrista argentino (m. 1944).

### Século XX

#### 1901–1950
- 1901 — Manly Palmer Hall, místico, escritor e filósofo canadense (m. 1990).
- 1903
  - Galeazzo Ciano, jornalista e político italiano (m. 1944).
  - E. O. Plauen, cartunista alemão (m. 1944).
- 1904 — Wilhelm Flügge, engenheiro alemão (m. 1990).
- 1905
  - Robert Donat, ator britânico (m. 1958).
  - Paul Thieme, linguista alemão (m. 2001).
- 1907 — John Zachary Young, zoólogo e neurofisiologista britânico (m. 1997).
- 1908 — Loulou Gasté, compositor francês (m. 1995).
- 1909 — Ernest Gallo, empresário americano (m. 2007).
- 1911
  - Smiley Burnette, cantor, compositor e ator americano (m. 1967).
  - Robert Lamoot, futebolista belga (m. 1996).
- 1913
  - René Clément, diretor e roteirista francês (m. 1996).
  - Werner Mölders, coronel e piloto alemão (m. 1941).
- 1914 — César Guerra-Peixe, compositor brasileiro (m. 1993).
- 1915 — Richard Condon, escritor e roteirista estado-unidense (m. 1996).
- 1916
  - Hiram Bithorn, jogador porto-riquenho de beisebol (m. 1951).
  - Lauro Locks, político brasileiro (m. 2004).
  - José Bahia Spíndola Bittencourt, político brasileiro (m. 1982).
  - Winton Dean, musicólogo britânico (2013).
- 1918 — Li Jong-kap, futebolista sul-coreano (m. 1993).
- 1919 — Tatiana Belinky, escritora brasileira (m. 2013).
- 1920 — Pierre Plantard, político e falsificador francês (m. 2000).
- 1922
  - Egon Bahr, jornalista e político alemão (m. 2015).
  - Seymour Martin Lipset, sociólogo e acadêmico estado-unidense (m. 2006).
- 1924 — Alexandre José Maria dos Santos, religioso moçambicano (m. 2021).
- 1925
  - James Pickles, jornalista, advogado e juiz britânico (m. 2010).
  - Antonio José González Zumárraga, cardeal colombiano (m. 2008).
- 1926
  - Peter Graves, ator e diretor americano (m. 2010).
  - Augusto Abelaira, escritor, tradutor e jornalista português (m. 2003).
- 1927 — Herbert Kelman, psicólogo estado-unidense (m. 2022).
- 1928
  - Miguel Poblet, ciclista espanhol (m. 2013).
  - Charlotte von Mahlsdorf, ativista alemã (m. 2002).
  - Fidel Valdez Ramos, general e político filipino (m. 2022).
- 1930 — Adam Joseph Maida, religioso estado-unidense.
- 1931
  - Chalong Pakdeevijit, diretor, produtor e dublador tailandês (m. 2024).
  - John Mollo, figurinista britânico (m. 2017).
- 1932
  - John Updike, romancista, contista e crítico estado-unidense (m. 2009).
  - Jefferson Peres, político brasileiro (m. 2008).
  - Kurt Oppelt, patinador artístico austríaco (m. 2015).
- 1933 — Severino Poletto, religioso italiano (m. 2022).
- 1934
  - Charley Pride, cantor e músico americano (m. 2020).
  - Adolf Merckle, empresário e investidor alemão (m. 2009).
- 1935 — Frances Cress Welsing, psiquiatra e escritora americana (m. 2016).
- 1936
  - Frederik Willem de Klerk, advogado e político sul-africano (m. 2021).
  - Ronaldo Cunha Lima, político, advogado e poeta brasileiro (m. 2012).
- 1937
  - Rudi Altig, ciclista e comentarista esportivo alemão (m. 2016).
  - Mark Donohue, automobilista estado-unidense (m. 1975).
- 1938
  - Shashi Kapoor, ator e produtor indiano (m. 2017).
  - Marion Duarte, cantora brasileira.
  - Machiko Soga, atriz japonesa (m. 2006).
- 1939 — Ron Atkinson, futebolista e treinador de futebol britânico.
- 1940 — José Octávio de Arruda Mello, historiador, jornalista e escritor brasileiro.
- 1941
  - Wilson Pickett, cantor e compositor estado-unidense (m. 2006).
  - David Pimentel, bispo católico português (m. 2021).
- 1944
  - Amnon Lipkin-Shahak, general e político israelense (m. 2012).
  - Dick Smith, editor e empresário australiano.
- 1945
  - Marta Suplicy, psicóloga e política brasileira.
  - Bobby Solo, cantor italiano.
  - Eric Woolfson, cantor, compositor, pianista e produtor britânico (m. 2009).
- 1946
  - Ivan Pinheiro, político brasileiro.
  - Michel Leclère, ex-automobilista francês.
- 1947
  - Susana Gonçalves, atriz brasileira.
  - Amilcar Gazaniga, político brasileiro.
  - Patrick Chesnais, ator, diretor e roteirista francês.
- 1948 — Ingrid Koudela, escritora e tradutora brasileira.
- 1949
  - Åse Kleveland, cantora e política norueguesa.
  - Rodrigo Rato, economista e político espanhol.
  - Hannu Siitonen, ex-atleta finlandês.
- 1950
  - Brad Dourif, ator estado-unidense.
  - Linda Partridge, geneticista e acadêmica britânica.
  - John Hartman, músico estado-unidense (m. 2022).
  - Larry Perkins, ex-automobilista australiano.

#### 1951–2000
- 1951
  - Ben Cohen, empresário e filantropo americano.
  - Graça Matos, política brasileira.
- 1952
  - Mike Webster, jogador de futebol americano estado-unidense (m. 2002).
  - Salome Zurabishvili, política franco-georgiana.
  - Ideli Salvatti, política brasileira.
- 1953
  - Joaquim Murale, escritor português.
  - Matilde Mastrangi, atriz brasileira.
  - Teresa Madruga, atriz portuguesa.
- 1954
  - Enéas Camargo, futebolista brasileiro (m. 1988).
  - James Reilly, astronauta e geólogo estado-unidense.
- 1956
  - Rick Martel, ex-lutador profissional canadense.
  - Ingemar Stenmark, ex-esquiador sueco.
  - Bobby Steele, músico estado-unidense.
- 1957 — Christer Fuglesang, físico e astronauta sueco.
- 1958 — Gilberto de Nucci, médico e cientista brasileiro.
- 1959
  - Luc Besson, diretor, produtor e roteirista francês.
  - Irene Cara, cantora, compositora, atriz e produtora estado-unidense (m. 2022).
  - Roberto Tricella, ex-futebolista italiano.
- 1960
  - Steven Kloves, roteirista estado-unidense.
  - Richard Biggs, ator estado-unidense (m. 2004).
  - Chris Couto, atriz e apresentadora brasileira.
  - Jean-Pierre Bade, ex-futebolista e treinador de futebol francês.
- 1961 — Edward Józef Kiedos, político polonês.
- 1962
  - Thomas Ian Griffith, ator e lutador americano.
  - Patrice Trovoada, político são-tomense.
  - Volker Weidler, ex-automobilista e engenheiro alemão.
  - Farideh Firoozbakht, matemática iraniana (m. 2019).
  - Mike Rowe, apresentador e produtor de televisão estado-unidense.
  - Vincent Barteau, ex-ciclista francês.
- 1963
  - Júlia Lemmertz, atriz brasileira.
  - Vanessa Williams, modelo, atriz e cantora estado-unidense.
  - Luis Felipe Salomão, juiz brasileiro.
- 1964
  - Alex Caffi, automobilista italiano.
  - Rozalla, cantora zambiana.
  - Courtney Pine, saxofonista e clarinetista britânico.
  - Isabel Noronha, cineasta moçambicana.
- 1966
  - Jerry Cantrell, cantor, compositor e guitarrista estado-unidense.
  - Peter Jones, empresário britânico.
- 1967 — Estela Bezerra, política e jornalista brasileira.
- 1968
  - Sarajane, cantora brasileira.
  - Miguel Herrera, ex-futebolista e treinador de futebol mexicano.
  - Temuri Ketsbaia, treinador de futebol e ex-futebolista georgiano.
  - Leandro Macedo, ex-triatleta brasileiro.
- 1969
  - Vasyl Ivanchuk, jogador de xadrez ucraniano.
  - Eric W. Weisstein, enciclopedista estado-unidense.
  - Jimmy Morales, ator, comediante e político guatemalteco.
- 1970
  - Queen Latifah, rapper, produtora e atriz estado-unidense.
  - Christian Lantignotti, ex-futebolista e treinador de futebol italiano.
- 1971
  - Wayne Arthurs, ex-tenista australiano.
  - Mariaan de Swardt, ex-tenista, treinadora e comentarista esportiva sul-africano-americana.
  - Fernando Ochoaizpur, ex-futebolista argentino-boliviano.
- 1972
  - Dane Cook, comediante, ator, diretor e produtor estado-unidense.
  - Reince Priebus, advogado e político americano.
  - Iván Valenciano, ex-futebolista colombiano.
  - Fernando Aguiar, ex-futebolista canadense.
- 1973
  - Dawid Jackiewicz, político polonês.
  - Ânderson Lima, ex-futebolista brasileiro.
- 1974
  - Grzegorz Napieralski, político polonês.
  - Bennett Mnguni, ex-futebolista sul-africano.
- 1975
  - Sutton Foster, atriz, cantora e dançarina americana.
  - Brian Griese, ex-jogador de futebol americano e comentarista esportivo estado-unidense.
  - Natalia Kutuzova, ex-jogadora de polo aquático russa.
  - Fabiano Souza, ex-futebolista brasileiro.
- 1976
  - Giovanna Antonelli, atriz e produtora brasileira.
  - Scott Podsednik, jogador de beisebol americano.
  - Mike Quackenbush, lutador, treinador e escritor americano.
  - Jovan Kirovski, ex-futebolista estado-unidense.
- 1977
  - Willy Sagnol, ex-futebolista e treinador de futebol francês.
  - Arieta Corrêa, atriz brasileira.
  - Danny Murphy, ex-futebolista e comentarista esportivo britânico.
  - Nelson Ricardo Lopes, ex-futebolista brasileiro.
  - Antonio Barijho, ex-futebolista argentino.
- 1978
  - Brian Scalabrine, ex-jogador, treinador de basquete e comentarista americano.
  - Yoshie Takeshita, ex-atleta japonês de voleibol.
  - Fernandão, futebolista e treinador de futebol brasileiro (m. 2014).
- 1979
  - Adam Levine, cantor, compositor, guitarrista e personalidade da televisão estado-unidense.
  - Danneel Harris, atriz e modelo estado-unidense.
  - Tawny Roberts, atriz estado-unidense.
  - Efraim Morais Filho, político brasileiro.
  - Andrés Orozco, ex-futebolista colombiano.
  - Fernando Baiano, ex-futebolista brasileiro.
  - Cecilio Lopes, ex-futebolista cabo-verdiano.
- 1980
  - Alexei Yagudin, ex-patinador no gelo russo.
  - Sébastien Frey, ex-futebolista francês.
  - Sophia Myles, atriz britânica.
  - Tamatoa Wagemann, ex-futebolista taitiano.
- 1981
  - Fabian Cancellara, ex-ciclista suíço.
  - Jang Na-ra, cantora e atriz sul-coreana.
  - John Nusum, ex-futebolista bermudense.
  - Lovro Zovko, ex-tenista croata.
  - Tom Starke, ex-futebolista alemão.
- 1982
  - Pedro Mantorras, ex-futebolista angolano.
  - Timo Glock, automobilista alemão.
  - Adam Pally, ator, diretor, produtor e roteirista americano.
  - Evaldo dos Santos Fabiano, ex-futebolista brasileiro.
- 1983
  - Ethan Carter III, lutador americano.
  - Stéphanie Cohen-Aloro, ex-tenista francesa.
- 1984
  - Diego Clementino, futebolista brasileiro.
  - Simone Padoin, futebolista italiano.
  - Rajeev Ram, tenista estado-unidense.
- 1985
  - Bia Figueiredo, automobilista brasileira.
  - Gordon Schildenfeld, ex-futebolista croata.
- 1986
  - Jaba Kankava, futebolista georgiano.
  - Lykke Li, cantora e compositora sueca.
- 1987
  - Mauro Zárate, ex-futebolista argentino.
  - Rebecca Soni, ex-nadadora estado-unidense.
  - Selemani Ndikumana, futebolista burundinês.
  - Gorka Elustondo, ex-futebolista espanhol.
  - Gabriel Mercado, futebolista argentino.
  - Arttu Seppälä, futebolista finlandês.
- 1988
  - Hovhannes Goharyan, ex-futebolista armênio.
  - Ricard Cardús, motociclista espanhol.
- 1989
  - Lily Collins, atriz anglo-americana.
  - Kana Nishino, cantora e compositora japonesa.
  - Oswaldo Alanís, futebolista mexicano.
- 1990
  - Hervé Bazile, futebolista haitiano.
  - Michael Damgaard, handebolista dinamarquês.
- 1991
  - Pierre-Hugues Herbert, tenista francês.
  - Victor Rudd, jogador de basquete norte-americano.
- 1992
  - Jemima Moore, nadadora paralímpica australiana.
  - Leonardo da Silva Souza, futebolista brasileiro.
- 1993
  - Wilker Ángel, futebolista venezuelano.
  - Mana Iwabuchi, ex-futebolista japonesa.
- 1994 — Stefanos Kapino, futebolista grego.
- 1995
  - Pierluigi Gollini, futebolista italiano.
  - Julia Goldani Telles, atriz e bailarina norte-americana.
  - Michel Joelsas, ator brasileiro.
- 1996
  - Madeline Carroll, atriz estado-unidense.
  - Skal Labissière, jogador de basquete haitiano.
  - Senne Leysen, ciclista belga.
- 1997
  - Ciara Bravo, atriz estado-unidense.
  - Gleison Bremer, futebolista brasileiro.
  - Rieko Ioane, jogador de rúgbi neozelandês.
  - Ippei Watanabe, nadador japonês.
  - Maximilian Mittelstädt, futebolista alemão.
- 1998 — Abigail Cowen, atriz e modelo norte-americana.
- 1999
  - Diogo Dalot, futebolista português.
  - Luiz Henrique, futebolista brasileiro.
- 2000 — Jesse Edwards, jogador de basquete neerlandês.

### Século XXI
- 2001
  - Amanda Gutierres, futebolista brasileira.
  - Yuri Alberto, futebolista brasileiro.
- 2002 — Oliver Klemet, nadador alemão.

## Mortes

### Anteriores ao século XIX
- 0978 — Eduardo, o Mártir, rei inglês (n. 962).
- 1086 — Anselmo de Lucca, bispo italiano (n. 1036).
- 1160 — ibne Alcalanici, político e cronista árabe (n. 1070).
- 1227 — Papa Honório III (n. 1148).
- 1314 — Jacques de Molay, nobre e cavaleiro franco (n. 1244).
- 1321 — Mateus III Csák, oligarca húngaro (n. 1260).
- 1711 — Jean-François Duclerc, corsário francês (n. ?).
- 1745 — Robert Walpole, acadêmico e político britânico (n. 1676).
- 1768 — Laurence Sterne, romancista e clérigo irlandês (n. 1713).
- 1781 — Anne Robert Jacques Turgot, economista e político francês (n. 1727).

### Século XIX
- 1845 — Johnny Appleseed, jardineiro e missionário americano (n. 1774).
- 1850 — José Tomás Nabuco de Araújo, magistrado e político brasileiro (n. 1785).
- 1858 — Franz Kugler, escritor e historiador alemão (n. 1808).
- 1871 — Augustus De Morgan, matemático e acadêmico indo-britânico (n. 1806).
- 1876 — Ferdinand Freiligrath, poeta e tradutor alemão (n. 1810).
- 1877 — Cândido José Rodrigues Torres, nobre brasileiro (n. ?).
- 1879 — António Borges da Câmara de Medeiros, político português (n. 1812).
- 1891 — William Herndon, biógrafo estado-unidense (n. 1818).
- 1893 — Gerard Adriaan Heineken, industrial neerlandês (n. 1841).
- 1898 — Matilda Joslyn Gage, escritora e ativista americana (n. 1826).
- 1899 — Othniel Charles Marsh, paleontólogo estado-unidense (n. 1831).
- 1900 — António Pereira Nobre, poeta português (n. 1867).

### Século XX
- 1903 — Francisco da Cunha Machado Beltrão, político brasileiro (n. 1845).
- 1904 — Regine Olsen, dinamarquesa (n. 1822).
- 1907 — Marcellin Berthelot, químico e político francês (n. 1827).
- 1909 — Vicente Cândido Figueira de Saboia, médico brasileiro (n. 1836).
- 1913 — Jorge I da Grécia (n. 1845).
- 1914 — Adolph Francis Alphonse Bandelier, arqueólogo estadunidense (n. 1840).
- 1921 — Manuel Edviges de Queirós Vieira, político brasileiro (n. 1856).
- 1930 — Jean Leon Gerome Ferris, pintor americano (n. 1863).
- 1932 — Friedrich Schur, matemático alemão (n. 1856).
- 1935
  - Agenor Lafayette de Roure, jornalista e político brasileiro (n. 1870).
  - Nina Arueira, escritora, jornalista, líder sindical e poetisa brasileira (n. 1916).
- 1936 — Elefthérios Venizélos, jornalista, advogado e político grego (n. 1864).
- 1941 — Henri Cornet, ciclista francês (n. 1884).
- 1947 — William C. Durant, empresário americano (n. 1861).
- 1953
  - Manuel Moreira Júnior, político português (n. 1866).
  - Pedro Saturnino Vieira de Magalhães, escritor brasileiro (n. 1883).
- 1955 — Armando de Arruda Pereira, político brasileiro (n. 1889).
- 1956 — Louis Bromfield, ambientalista e escritor estado-unidense (n. 1896).
- 1962 — Walter W. Bacon, contador e político americano (n. 1880).
- 1964
  - Norbert Wiener, matemático estado-unidense (n. 1894).
  - Sigfrid Edström, empresário sueco (n. 1870).
- 1965 — Faruque do Egito (n. 1920).
- 1973 — William Benton, político estado-unidense (n. 1900).
- 1975 — Alcebíades Barcelos, compositor brasileiro (n. 1902).
- 1977
  - Marien Ngouabi, político congolês (n. 1938).
  - José Carlos Pace, automobilista brasileiro (n. 1944).
- 1978
  - Leigh Brackett, escritora e roteirista americana (n. 1915).
  - Esther Scliar, pianista e compositora brasileira (n. 1926).
  - Peggy Wood, atriz e cantora americana (n. 1892).
- 1980
  - Erich Fromm, psicólogo e filósofo alemão (n. 1900).
  - Tamara de Lempicka, pintora polonesa (n. 1898).
- 1983 — Humberto II da Itália (n. 1904).
- 1982 — Vassili Chuikov, militar soviético (n. 1900).
- 1986 — Bernard Malamud, romancista e contista americano (n. 1914).
- 1989 — Harold Jeffreys, matemático, estatístico, geofísico e astrônomo britânico (n. 1891).
- 1990 — Zacarias, humorista brasileiro (n. 1933).
- 1991 — Carl Jensen, boxeador dinamarquês (n. 1909).
- 1993 — Kenneth Boulding, economista e ativista britano-americano (n. 1910).
- 1996 — Odysséas Elýtis, poeta e crítico grego, ganhador do Prêmio Nobel (n. 1911).
- 1998 — Alberto Trevisan, religioso brasileiro (n. 1916).

### Século XXI
- 2001 — John Phillips, cantor, compositor e guitarrista estado-unidense (n. 1935).
- 2002 — R. A. Lafferty, militar e escritor americano (n. 1914).
- 2003
  - Adam Osborne, engenheiro e empresário tailandês-britânico (n. 1939).
  - Bruno Bernard Heim, prelado e escritor católico suíço (n. 1911).
  - Karl Kling, automobilista alemão (n. 1910).
- 2004 — Luis Felipe Angell, escritor, poeta e humorista peruano (n. 1926).
- 2006 — Nelson Dantas, ator brasileiro (n. 1927).
- 2007 — Bob Woolmer, jogador, treinador de críquete e comentarista esportivo anglo-indiano (n. 1948).
- 2008 — Anthony Minghella, diretor e roteirista britânico (n. 1954).
- 2009 — Natasha Richardson, atriz anglo-americana (n. 1963).
- 2010 — Fess Parker, ator e empresário americano (n. 1924).
- 2011 — Warren Christopher, advogado e político americano (n. 1925).
- 2012 — Jorge Tupou V de Tonga (n. 1948).
- 2013 — Muhammad Mahmood Alam, general e aviador paquistanês (n. 1935).
- 2014 — Lucius Shepard, escritor e crítico americano (n. 1943).
- 2016 — Guido Westerwelle, advogado e político alemão (n. 1961).
- 2017 — Chuck Berry, guitarrista, cantor e compositor norte-americano (n. 1926).
- 2020 — Alfred Worden, engenheiro e astronauta americano (n. 1932).
- 2021 — Major Olímpio, policial militar e político brasileiro (n. 1962).
- 2025 — Wlamir Marques, jogador de basquete brasileiro (n. 1937).

## Feriados e eventos cíclicos

### Internacionais
- Dia da Bandeira – Aruba
- Dia Nacional do Biodiesel – Estados Unidos
- Dia das Mães – Nigéria
- Dia comemorativo pelos mártires da Campanha de Galípoli – Turquia

### Brasil
- Dia Nacional da Imigração Judaica
- Brasil – Dia Nacional do DeMolay, através da Lei nº 12.208/10, de 19 de janeiro de 2010;

### Cristianismo
- Alexandre de Jerusalém
- Cirilo de Jerusalém
- Eduardo, o Mártir

## Outros calendários
- No calendário romano era o 15.º dia (XV) antes das calendas de abril.
- No calendário litúrgico tem a letra dominical G para o dia da semana.
- No calendário gregoriano a epacta do dia é xiii.